# Coryanthes verrucolineata
Coryanthes verrucolineata är en orkidéart som beskrevs av Günter Gerlach. Coryanthes verrucolineata ingår i släktet Coryanthes, och familjen orkidéer. Inga underarter finns listade i Catalogue of Life.

## Bildgalleri

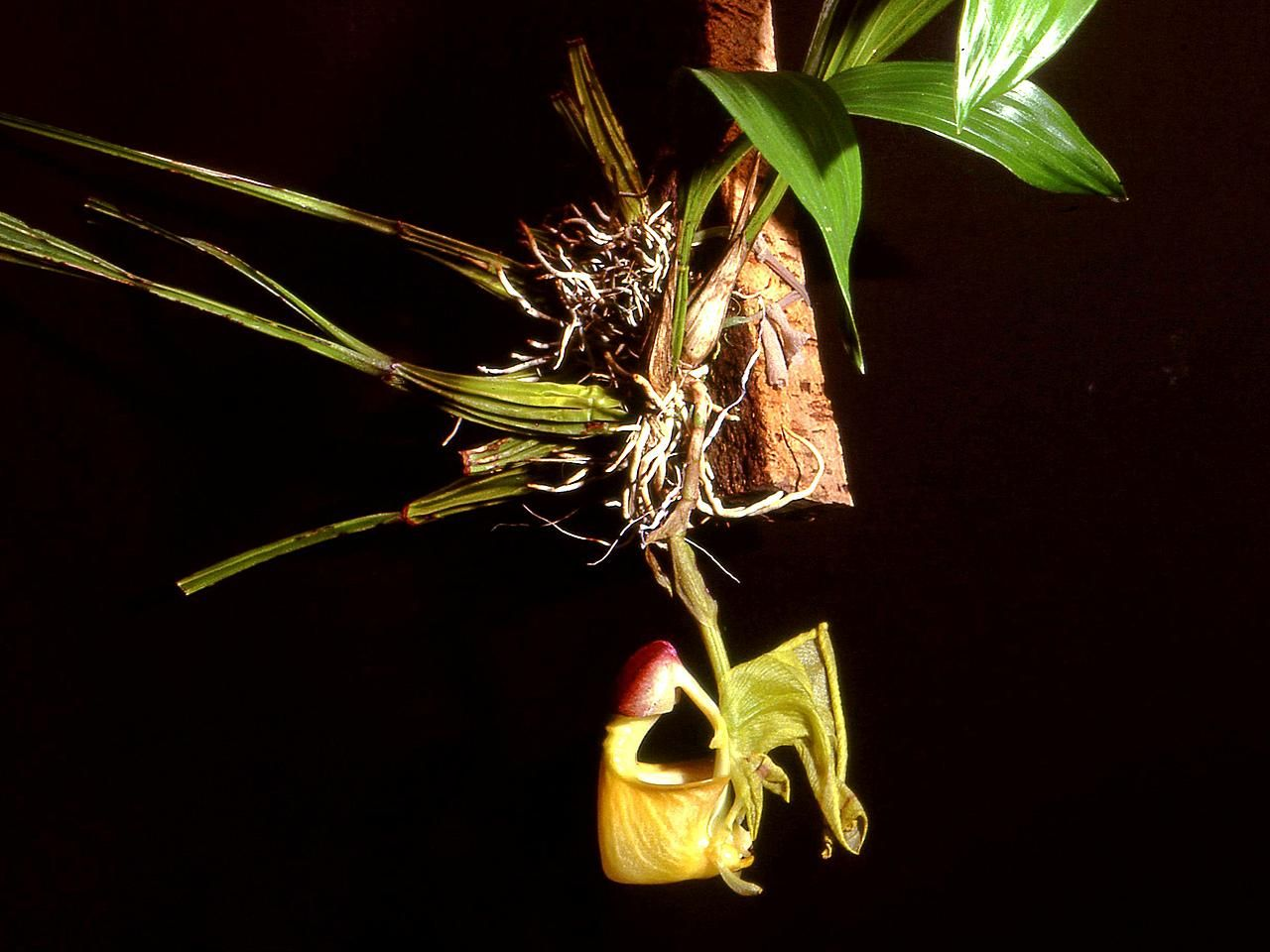
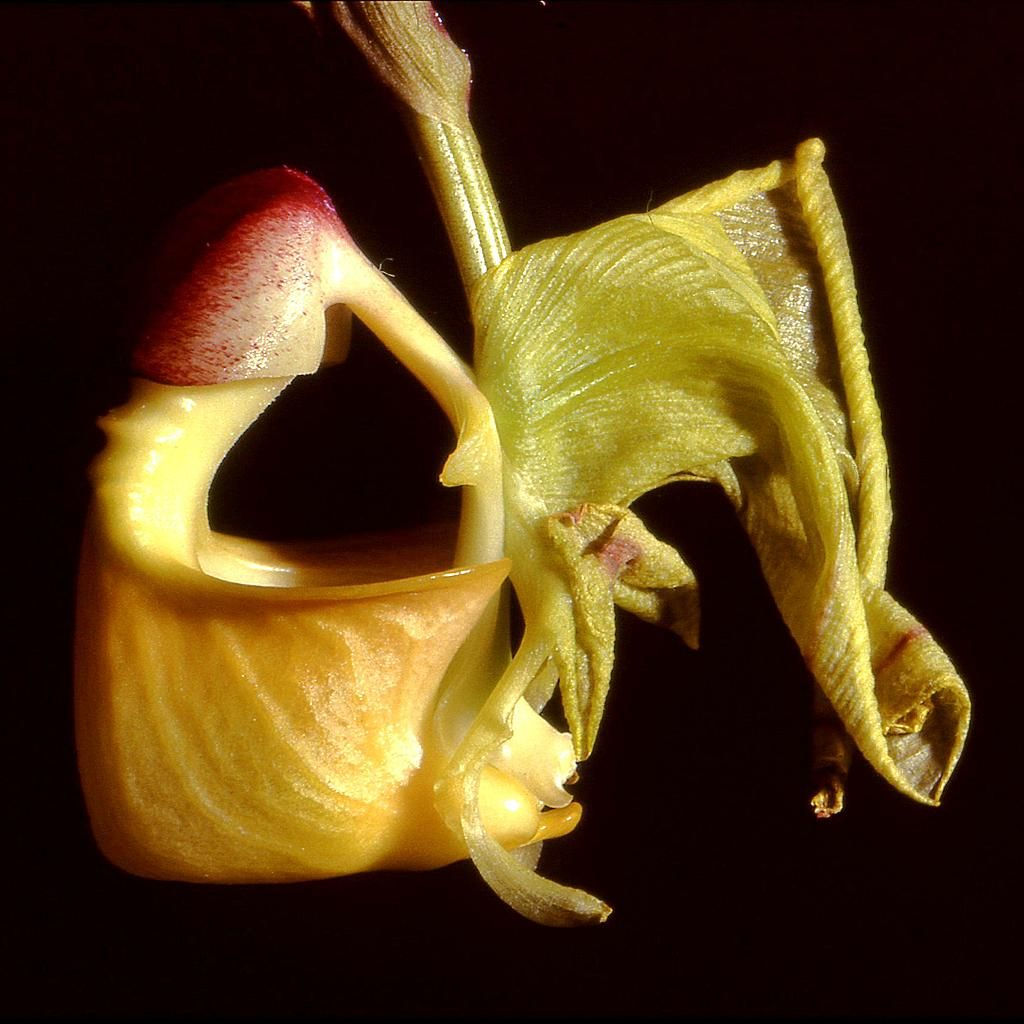
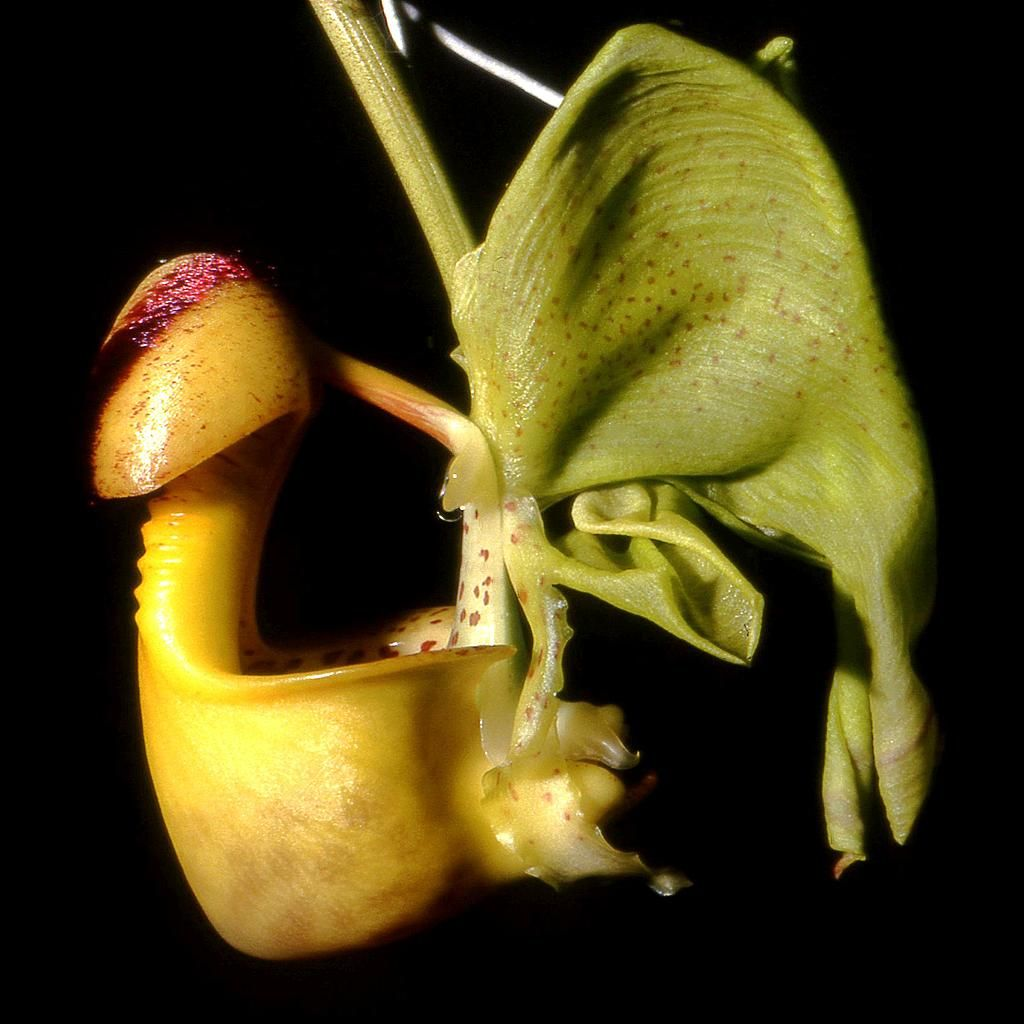